# Burg Reifenberg (Oberreifenberg)
Die Burg Reifenberg, früher auch Riffinberg oder Reiffenberg genannt, befindet sich im Ortsteil Oberreifenberg von Schmitten im Taunus in Hessen. Erhalten sind ein Wohnturm und eine Schildmauer aus dem 14. Jahrhundert, der ältere Bergfried und einige kleinere Teile der Anlage. Die Burg ist Kern der Herrschaft Reifenberg.

## Geschichte

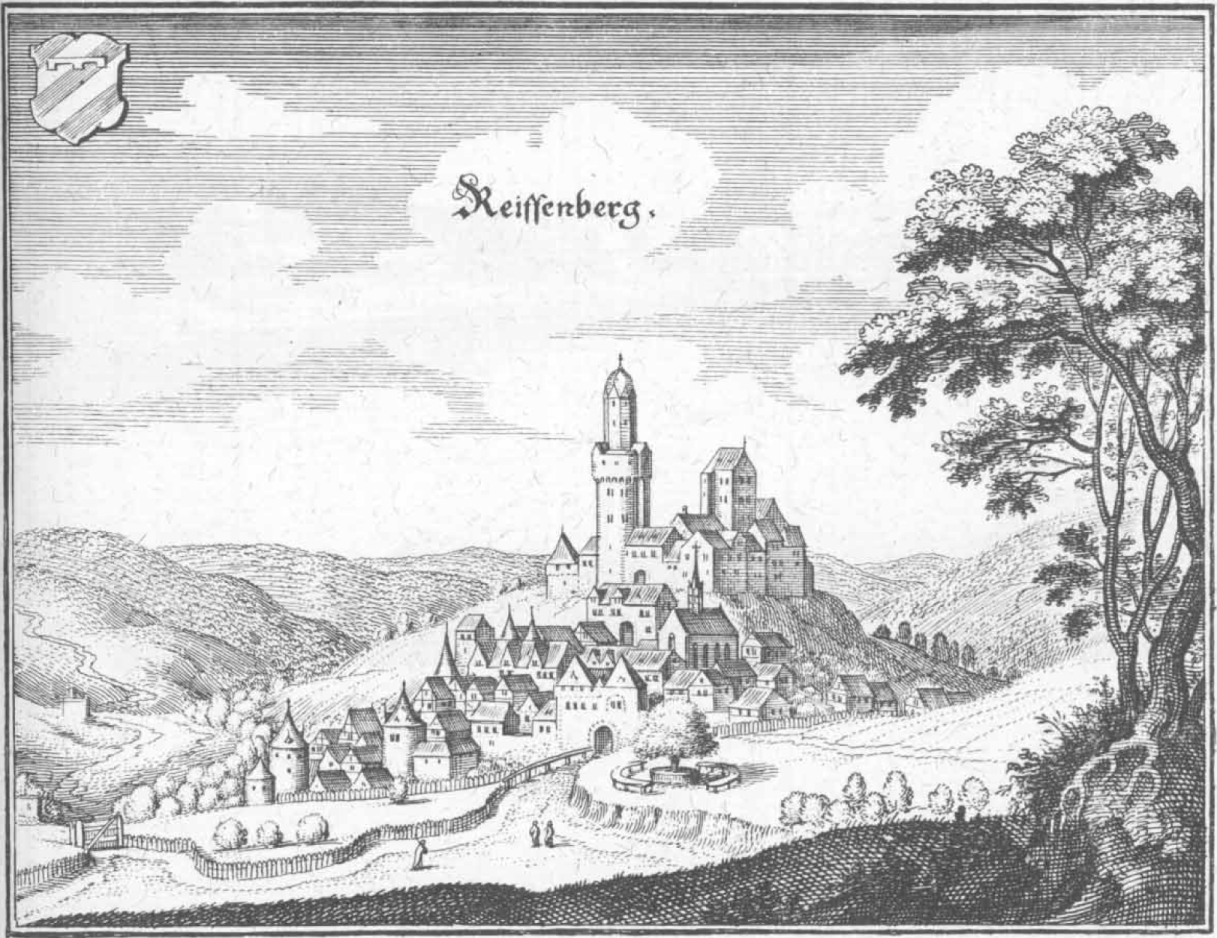
Reiffenberg mit Burg auf einem Kupferstich von Matthäus Merian, 17. Jahrhundert

Die Höhenburg auf 626 m ü. NN wurde 1331 erstmals urkundlich erwähnt. Ihre Erbauung lag zu diesem Zeitpunkt vermutlich schon mehr als hundert Jahre zurück. Es gibt sogar Hinweise auf einen noch früheren Baubeginn im zehnten oder elften Jahrhundert.
Die Burg gehörte dem Geschlecht der Reiffenberger („Riffinberg“), die mit den Hattsteinern (denen von „Hazechenstein“ oder „Hatzechinstein“) verwandt, wenn nicht sogar identisch waren. Möglicherweise wurde die Burg errichtet, weil die ca. 1,5 km Luftlinie entfernte Burg Hattstein zu klein geworden war.
Seit dem 14. Jahrhundert waren die Bewohner der Burg in zahlreiche Fehden verwickelt, bei denen sie sich unterstützt durch wechselnde Verbündete nicht nur mit den bei Königstein ansässigen Falkensteinern, Kronberg, der Reichsstadt Frankfurt („Kronberger Fehde“) und Mainz bekriegten. Es fanden auch Kämpfe zwischen den verschiedenen Linien der Reiffenberger statt. So eroberten die Bewohner der Burg Reiffenberg während der von 1428 bis 1435 andauernden „Hattsteiner Fehde“ zusammen mit Frankfurt und Kurmainz im Jahr 1432 die Burg Hattstein und zerstörten sie im Jahr 1467 sogar. Im Jahr 1560 eroberte Friedrich von Reiffenberg (1515–1595) aus der Weller-Linie (Westerwälder Linie) die zur Wetterau-Linie der Reiffenberger gehörende Burg Reiffenberg. Im Jahr 1587 ließ er sie niederbrennen.
Die Burg wurde wiederhergestellt, war allerdings während des Dreißigjährigen Krieges erneuten Zerstörungen ausgesetzt. Der letzte Ritter von Reiffenberg, Philipp Ludwig, verlor die Burg ab 1632 zeitweilig an die Schweden, dann ab 1644 an die kaiserlichen Truppen. Im Jahr 1646 wurde sie zerstört. Erst nach dem Westfälischen Frieden erhielt Philipp Ludwig die Burg zurück und ließ sie wiederherrichten.
Mit Philipp Ludwigs Tod im Jahr 1686 erlosch das Geschlecht der Reiffenberger auch in der Wetterau-Linie, nachdem die Weller-Linie bereits 1665 ausgestorben war. Philipp Ludwigs Schwager, der Graf Johann Lothar Waldbott von Bassenheim erbte die Burg Reiffenberg. Nur wenig später, im Jahr 1689, wurde sie im Pfälzischen Erbfolgekrieg endgültig zerstört.

## Erhaltung

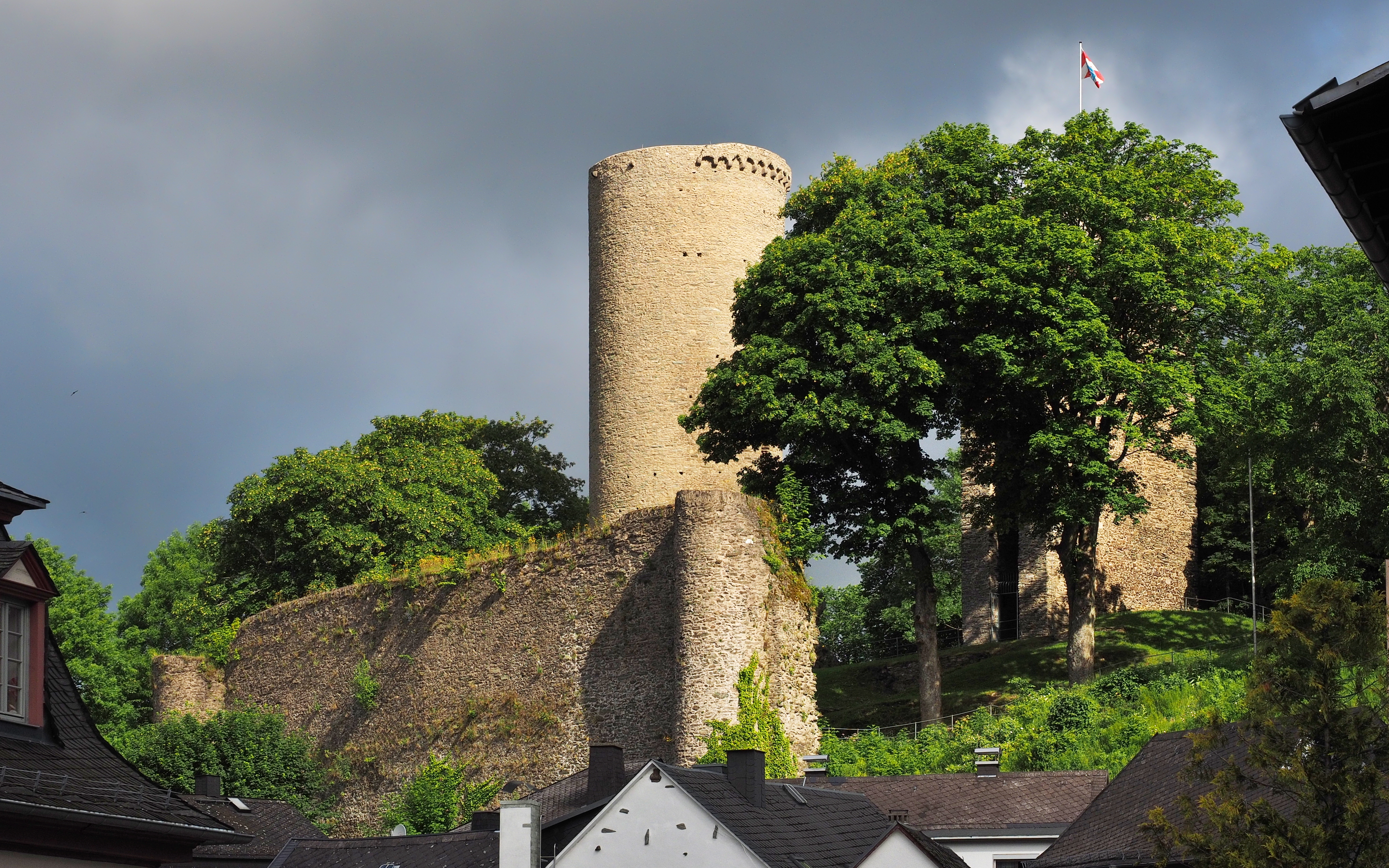
Ansicht von der Ortsmitte Oberreifenberg, der Wohnturm steht hinter den Bäumen

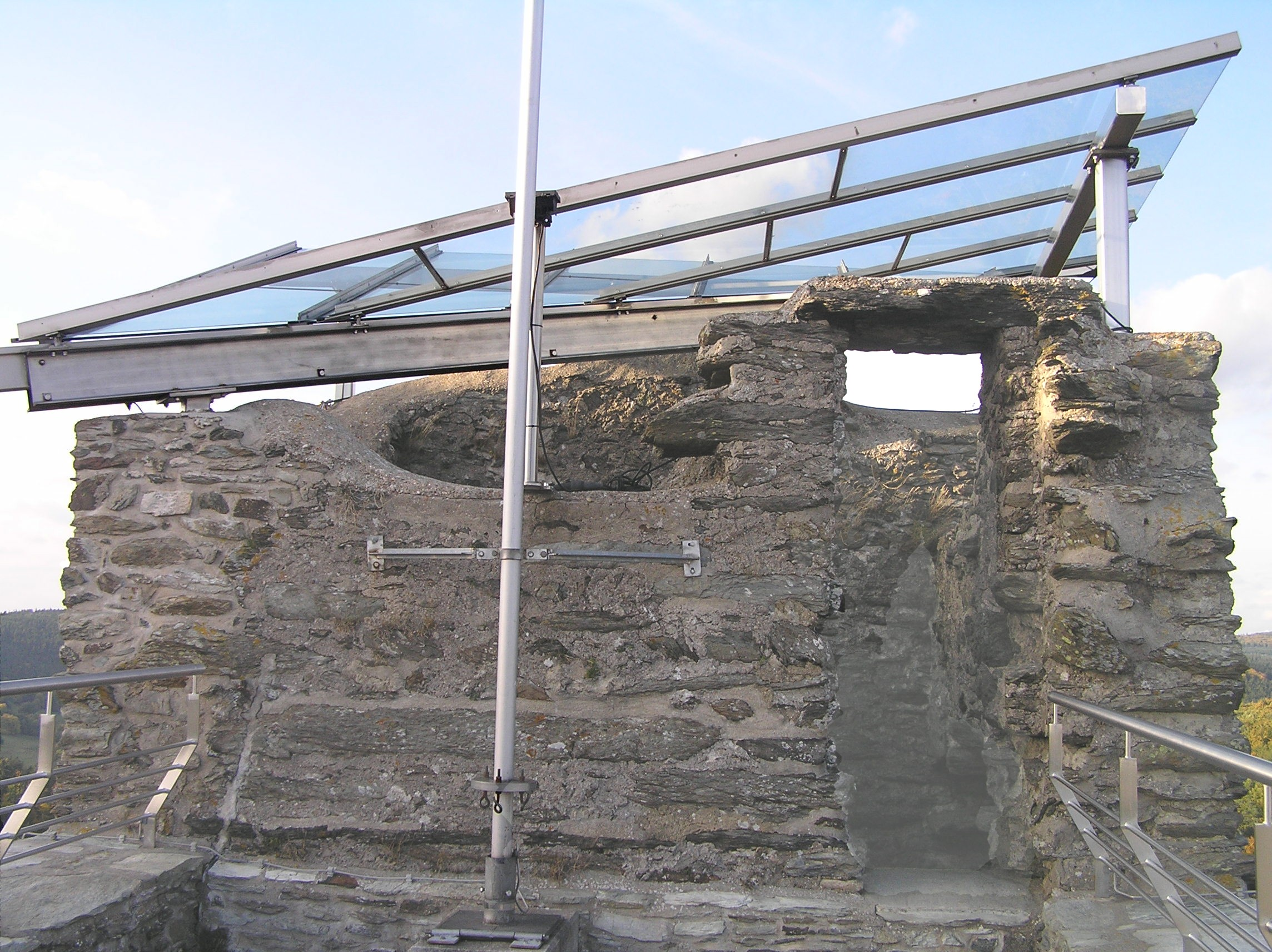
Neues Dach auf dem Treppenhaus des Wohnturms

Der rechtwinklige, heute teiloffene Wohnturm hat einen ungewöhnlichen Grundriss (4,5 × 11 m) und 0,8 m starke Wände. Die Höhe beträgt 19 m, welche sich in 5 Stockwerke mit jeweils etwa 17 m2 Wohnfläche aufteilen. Der runde Bergfried ist 25 m hoch, weist einen Durchmesser von 8,5 m und 2,5 m Wandstärke auf. Der Eingang befindet sich in 8 m Höhe. Die mächtige Schildmauer der Burg weist eine Stärke von 4 m auf.
Das Gelände ist frei begehbar.
Seit Ende der 1990er Jahre bemüht sich der im Januar 1995 gegründete Burgverein Reifenberg e. V. um die Sanierung der Burg, richtet Feste und Konzerte aus und arbeitet an der Entstehung eines Museums.
Zur Sicherung des Wohnturmes finanzierte der Burgverein den Bau eines Daches. Allerdings verlangten die Denkmalschutzbehörden, anstelle des von Burgverein vorgeschlagenen konservativen Daches aus Eichenholz und Schiefer eine Metall-Glas-Konstruktion zu errichten, die sowohl aufgrund ihres Erscheinungsbildes als auch wegen der geringen Schutzwirkung auf Widerspruch stößt.
Der etwa 24 m hohe Wohnturm ist von Frühling bis Herbst an Wochenenden tagsüber geöffnet, über eine enge steinerne Wendeltreppe ist dann die auf 21 m Höhe liegende Aussichtsplattform auf dem Dach erreichbar, von der sich ein guter Blick auf Oberreifenberg und den Großen Feldberg bietet.